# Theora
Theora — свободный видеокодек, разработанный Фондом Xiph.Org как часть их проекта Ogg. Целью этого проекта является интеграция видеокодека On2 VP3, аудиокодека Vorbis и мультимедиаконтейнера Ogg в одно мультимедийное решение, наподобие MPEG-4. Является аналогом кодеков MPEG-4 (таких, например, как Xvid, DivX и H.264), RealVideo, Windows Media Video и других.
Назван в честь Теоры Джонс, героини британского телевизионного сериала «Макс Хэдрум», которую сыграла Аманда Пэйс.

## Технические детали
Theora является форматом сжатия видео с потерями, основанным на кодеке On2 VP3. Сжатое в этом формате видео может быть сохранено в любом подходящем медиаконтейнере. На 2007 год для этой цели чаще всего используется контейнер Ogg в сочетании со звуком в формате Ogg Vorbis.
В отличие от небесплатных для коммерческого использования распространённых аналогов (MPEG-4, MP3), комбинация из контейнера Ogg, видео в Theora и звука в Ogg Vorbis представляет собой полностью открытый, свободный в лицензионном отношении мультимедиаформат.

## Особенности
Theora выдает кадры не в виде привычных для видеокарт RGB-данных, а использует формат цветового
смешивания YUV, так как человеческий глаз лучше различает яркость, чем разность цветов.
Theora имеет три массива для кадра: если в RGB данные трёх «по соседству» байт отвечают за цвет одного пикселя, то Theora имеет отдельные три массива для каждого кадра: черно-белый, синий и красный. При использовании формата YUV420 второй и третий кадры имеют размер в четыре раза меньше, чем первый.
Например, если первый кадр 1280х720, то второй и третий - 640х360.

## Проигрыватели Theora
Проигрыватели, поддерживающие Theora:
- VLC media player (Multi-platform)
- SMPlayer (Multi-platform)
- MPlayer (Multi-platform)
- CorePlayer Архивная копия от 27 июня 2009 на Wayback Machine (Multi-platform)
- Light Alloy (Windows)
- Xine (Mac OS  / Linux / BSD)
- Helix Player (Linux / BSD)
- GNOME Videos (Linux / BSD)

В новых версиях браузеров Mozilla Firefox, Opera, Chromium формат OGV поддерживается для просмотра в браузере по умолчанию. Однако, с версии Chromium 120, выпущенной 12 декабря 2023 года, поддержка Theora прекратилась для 1% пользователей. 16 января 2024 года кодек окончательно прекратил поддерживаться Chromium.
Все плагины и компоненты см. тут

## Конверторы Theora
- VLC media player (Multi-platform)
- HandBrake (Multi-platform)
- ffmpeg2theora (Multi-platform) + Theora Converter .NET (графическая оболочка для Windows)
- OggConvert (Windows / Linux)
- Simple Theora Encoder (Mac OS X)
- LiVES (Mac OS X / Linux)

И другие см. тут

## Theora: прочее
- Cobnut3D  (Windows)  DLL-библиотека для проигрывания Theora в среде NetFramework